# كارل ليندكويست
كارل ليندكويست (بالإنجليزية: Carl Lindquist)‏ هو لاعب كرة قاعدة أمريكي، ولد في 9 مايو 1919 في Morris Run, Pennsylvania ‏ في الولايات المتحدة، وتوفي في 3 سبتمبر 2001 في بلوسبورغ في الولايات المتحدة.

## وصلات خارجية
- كارل ليندكويست على موقع دوري كرة القاعدة الرئيسي (الإنجليزية)
- كارل ليندكويست على موقعبيزبول رفرنس.كوم (الدوري الرئيسي) (الإنجليزية)
- كارل ليندكويست على موقعبيزبول رفرنس.كوم (الدوري الثانوي) (الإنجليزية)